# Эужениу де Андраде
Эуже́ниу де Андра́де (порт. Eugénio de Andrade, собственное имя — Жозе Фонтиньяш Рату, порт. José Fontinhas Rato, 19 января 1923, Повуа-де-Аталайа — 13 июня 2005, Порту) — португальский поэт и переводчик.

## Биография
С 1932 года жил в Лиссабоне с матерью, которая разошлась с его отцом. Начал писать стихи в 1936 году, публиковаться — в 1939 году. В 1943 году переехал в Коимбру, где познакомился с Мигелом Торгой и Эдуарду Лоренсу. С 1947 года в течение 35 лет — служащий Министерства здравоохранения. В 1950 году поселился в Порту, где и прожил до конца жизни. В 1990 году открыл в своём доме издательство «Фонд Эужениу де Андраде».

## Творчество
Пантеистическая лирика Андраде — сплав португальских песенных традиций с образностью испанского барокко и сюрреализма. Приобрел широкую известность с выходом книги стихов «Руки и плоды» (1948), развернутые «Заметки» посвятил книге Жоржи де Сена.
Переводчик стихов Сапфо, Лорки, Рицоса, Шара, Борхеса.

## Книги стихов
- Pureza (1945)
- As Mãos e os Frutos (1948)
- Os amantes sem dinheiro (1950)
- As palavras interditas (1951)
- Até amanhã (1956)
- Coração do dia (1958)
- Mar de Setembro (1961)
- Ostinato rigore (1964)
- Obscuro domínio (1971)
- Véspera de água (1973)
- Escrita da Terra (1974)
- Limiar dos pássaros (1976)
- Matéria solar (1980)
- Vertentes do olhar (1987)
- O outro nome da Terra (1988)
- Rente ao dizer (1992)
- Ser dá trabalho (1993)
- O Sal da Língua (1995)
- Os lugares do lume (1998)
- Os sulcos da sede (2003)

## Публикации на русском языке
- [Стихи]// Западноевропейская поэзия XX века. М.: Художественная литература, 1977, с.475-477
- [Стихи]// Из современной португальской поэзии. М.: Прогресс, 1980

## Признание
Лауреат множества национальных и международных наград, крупнейшей из которых стала Премия Камоэнса (2001). Стихи переведены на большинство европейских языков.